# Кривошеина (Брянская область)
Кривошеина — деревня в Карачевском районе Брянской области, в составе Бошинского сельского поселения. 
Расположена в 1,5 км к юго-востоку от села Петрова, в 1 км к северу от деревни Алексеева. 
Население — 29 человек (на 2010 год).

## История
Упоминается с XVIII века; бывшее владение Паниных, позднее Киреевских. Состояла в приходе села Петрова; последний храм села Петрова, построенный в 1818 году, фактически располагался не в самом селе, а в деревне Кривошеиной.
До 1929 года входила в Карачевский уезд (с 1861 года — в составе Бошинской волости, с 1924 года в Вельяминовской волости). 
С 1929 года в Карачевском районе; до 2005 года входила в состав Петровского сельсовета.

## Население
| Годы      | 1866 | 1887 | 1926 | 1979 | 1989 | 2002 | 2010 |
| --------- | ---- | ---- | ---- | ---- | ---- | ---- | ---- |
| Население | 228  | 186  | 237  | 62   | 64   | 38   | 29   |